# Знак Емілія Степанівна
Емілія Степанівна Знак (нар. 8 липня 1927 — ?) — українська радянська діячка, новатор виробництва, швачка фабрики № 2 Львівської швейної фірми «Маяк» Львівської області. Депутат Верховної Ради УРСР 7—8-го скликань.

## Життєпис
З кінця 1940-х років — швачка (швея) цеху № 1 фабрики № 2 Львівської швейної фірми «Маяк» Львівської області.
Член КПРС.
Потім — на пенсії у місті Львові.

## Нагороди
- орден Леніна
- ордени
- медалі